# Valdeorras (Comarca)
Die Comarca Valdeorras ist eine der zwölf Comarcas der spanischen Provinz Ourense in der Autonomen Gemeinschaft Galicien.

## Lage
Das Gebiet der Comarca liegt im Nordosten der Provinz Ourense und grenzt dort an die folgende Autonome Gemeinschaft, die Provinz Galiciens und an Comarcas innerhalb der Provinz Ourense:
| Provinz Lugo    |                                             |                                          |
| Terra de Trives | Kompassrose, die auf Nachbargemeinden zeigt | Autonome Gemeinschaft Kastilien und León |
| Viana           |                                             |                                          |

## Gliederung
Die Comarca umfasst neun Gemeinden (spanisch Municipios; galicisch Concello) mit einer Gesamtfläche von 968,91 km², was 13,32 % der Fläche der Provinz Ourense und 3,28 % der Fläche Galiciens entspricht.
| Gemeinde                 | Einwohner (2024) | Fläche km² | Dichte Einw./km² | Cod INE | Postleitzahl |
| ------------------------ | ---------------- | ---------- | ---------------- | ------- | ------------ |
| O Barco de Valdeorras    | 13.300           | 85,69      | 155              | 32009   | 32300        |
| O Bolo                   | 792              | 91,17      | 9                | 32015   | 32373        |
| Carballeda de Valdeorras | 1.341            | 222,69     | 6                | 32017   | 32330        |
| Larouco                  | 437              | 23,69      | 18               | 32038   | 32358        |
| Petín                    | 861              | 30,48      | 28               | 32060   | 32356        |
| A Rúa                    | 4.223            | 35,91      | 118              | 32072   | 32350        |
| Rubiá                    | 1.390            | 100,53     | 14               | 32073   | 32310        |
| A Veiga                  | 887              | 290,49     | 3                | 32083   | 32360        |
| Vilamartín de Valdeorras | 1.822            | 88,26      | 21               | 32088   | 32340        |
| Comarca Valdeorras       | 25.053           | 968,91     | 26               | –       | –            |